# Copa América FIF7 2017
Copa América FIF7 2017 bylo 1. ročníkem Copa América FIF7 a konalo se v Peruánském hlavním městě Limě v období od 16. do 20. března 2017. Účastnilo se ho 8 týmů, které odehrály 3 zápasy ve skupině. Ze skupiny pak postoupily do vyřazovací fáze nejlepší 4 celky. Vyřazovací fáze zahrnovala 4 zápasy. Ve finále zvítězili reprezentanti Mexika, kteří porazili výběr Brazílie 3:1.

## Stadion
Turnaj se hrál na jednom stadionu v jednom hostitelském městě: Coliseo Manuel Bonilla (Lima).

## Skupinová fáze
| Vysvětlivky                     |
| ------------------------------- |
| Týmy postupující do semifinále  |
| Vítěz zápasu je tučně zvýrazněn |

| Tým       | Z | V | R | P | VG | IG | +/− | B |
| --------- | - | - | - | - | -- | -- | --- | - |
| Mexiko    | 3 | 3 | 0 | 0 | 27 | 5  | +22 | 9 |
| Peru      | 3 | 3 | 0 | 0 | 26 | 10 | +16 | 9 |
| Brazílie  | 3 | 3 | 0 | 0 | 14 | 5  | +9  | 9 |
| Uruguay   | 3 | 0 | 0 | 3 | 6  | 18 | −12 | 0 |
| Ekvádor   | 3 | 0 | 0 | 3 | 7  | 24 | −17 | 0 |
| Argentina | 3 | 0 | 0 | 3 | 7  | 25 | −18 | 0 |

| 16. března 2017                                                                                            |       |                                       |                              |
| Brazílie                                                                                                   | 6 : 2 | Ekvádor                               | Coliseo Manuel Bonilla, Lima |
| Fabio De Souza 9' Idemar Otavio 25' Helcio Luiz 28' Luiz Amaral 33' Marcelo Fattori 36' Luizinho Silva 40' |       | Jimmy Espinalez 19' Santiago Cano 43' | Coliseo Manuel Bonilla, Lima |

| 16. března 2017 |       |                                                                |                              |
| Peru | 8 : 4 | Argentina                                                      | Coliseo Manuel Bonilla, Lima |
| Luis Miguel Collantes 11', 26' Leonardo Del Mastro 18' Genaro Honores 21' José Carlos Arbulu 33' Dani Uribe 41' Sebastián Yraola 43' Juan Malache 48' |       | Gonzalo Frean 20', 37' Jonathan Altamirano 27' Lucas Laham 42' | Coliseo Manuel Bonilla, Lima |

| 16. března 2017                                                          |       |                                                        |                              |
| Mexiko                                                                   | 4 : 3 | Uruguay                                                | Coliseo Manuel Bonilla, Lima |
| Axcel Leonce 6' Rodrigo Juarez 22' Ernesto Valdez 31' Hugo Rodriguez 40' |       | Sarandi Sobral 26' Martin Parodi 33' Nicolas Bella 41' | Coliseo Manuel Bonilla, Lima |

| 17. března 2017                                                              |       |                                        |                              |
| Brazílie                                                                     | 4 : 2 | Argentina                              | Coliseo Manuel Bonilla, Lima |
| Marcelo Fattori 9' Arthur Rigoni 19' Flavio Aparecido 31' Fabio De Souza 36' |       | Santiago Frean 3' Ignacio Carranza 47' | Coliseo Manuel Bonilla, Lima |

| 17. března 2017 |        |                |                              |
| Mexiko | 10 : 1 | Ekvádor        | Coliseo Manuel Bonilla, Lima |
| Carlos Avila 3' Luis Ramirez 8', 27' Carlos Valdez 21' ? 28' (vl.) Bogar Moreno 34', 37' Ernesto Valdez 40', 44' Edgar Villegas 47' |        | Isaac Mora 30' | Coliseo Manuel Bonilla, Lima |

| 17. března 2017 |        |                                         |                              |
| Peru | 10 : 2 | Uruguay                                 | Coliseo Manuel Bonilla, Lima |
| Leonardo Del Mastro 11', 22', 34' Juan Malache 13' Alvaro Bermudez 18', 20', 25' Luis Miguel Collantes 27' Mario Rivera 36' Dany Uribe 44' |        | Ignacio De León 6' Angel Urruburu 25+1' | Coliseo Manuel Bonilla, Lima |

| 18. března 2017                                                           |       |                     |                              |
| Brazílie                                                                  | 4 : 1 | Uruguay             | Coliseo Manuel Bonilla, Lima |
| Marcelo Fattori 5' Arthur Rigoni 13' Dionata Pires 30' Mario Fontoura 41' |       | Martin Parodi 50+3' | Coliseo Manuel Bonilla, Lima |

| 18. března 2017 |       |                                                                         |                              |
| Peru | 8 : 4 | Ekvádor                                                                 | Coliseo Manuel Bonilla, Lima |
| Sebastián Yraola 6', 26' Leonardo Del Mastro 11', 36' Luis Miguel Collantes 13' Raul Navarrete 19', 49' Juan Malache 35' |       | Francisco Muñoz 7' Jimmy Espinalez 43' Jorge Majao 46' Juan Delgado 50' | Coliseo Manuel Bonilla, Lima |

| 18. března 2017 |        |                         |                              |
| Mexiko | 13 : 1 | Argentina               | Coliseo Manuel Bonilla, Lima |
| Rodrigo Juarez 2' Hugo Rodriguez 6', 35', 38' Bogar Moreno 20' Carlos Avila 24' Axel Leonce 27' Carlos Valdez 32', 37' Luis Ramirez 35' Ernesto Valdez 38' Luis Magaña 41', 42' |        | Jonathan Altamirano 28' | Coliseo Manuel Bonilla, Lima |

## Vyřazovací fáze
|  | Semifinále | Semifinále | Semifinále |  |  | Finále      | Finále      | Finále      |
|  |            |            |            |  |  |             |             |             |
|  |            | Mexiko     | 5          |  |  |             |             |             |
|  |            | Uruguay    | 2          |  |  |             |             |             |
|  |            |            |            |  |  |             | Mexiko      | 3           |
|  |            |            |            |  |  |             | Brazílie    | 1           |
|  |            | Brazílie   | 0 (1)      |  |  |             |             |             |
|  |            | Peru       | 0 (0)      |  |  | Třetí místo | Třetí místo | Třetí místo |
|  |            |            |            |  |  |             | Peru        | 5           |
|  |            |            |            |  |  |             | Uruguay     | 1           |

#### Semifinále
| 19. března 2017                                                                       |       |                                      |                              |
| Mexiko                                                                                | 5 : 2 | Uruguay                              | Coliseo Manuel Bonilla, Lima |
| Carlos Valdez 14' Rodrigo Juarez 21' Juan Carlos Martínez 37' Hugo Rodriguez 45', 45' |       | Nicolas Bella 24' Angel Urruburu 34' | Coliseo Manuel Bonilla, Lima |

| 19. března 2017 |       |          |                              |
| Peru            | 0 : 0 | Brazílie | Coliseo Manuel Bonilla, Lima |
|                 |       |          | Coliseo Manuel Bonilla, Lima |

|                     |       | Penaltový rozstřel |  |
| Leonardo Del Mastro | 0 : 1 | Fabio De Souza     |  |

#### O 3. místo
| 20. března 2017                                                  |       |                    |                              |
| Peru                                                             | 5 : 1 | Uruguay            | Coliseo Manuel Bonilla, Lima |
| Aldair Medina 5' Alvaro Bermudez 8', 26', 45' Javier Jelicic 20' |       | Sarandi Sobral 19' | Coliseo Manuel Bonilla, Lima |

#### Finále
| 20. března 2017                                       |       |                   |                              |
| Mexiko                                                | 3 : 1 | Brazílie          | Coliseo Manuel Bonilla, Lima |
| Ernesto Valdez 16' Axel Leonce 29' Rodrigo Juarez 44' |       | Idemar Otavio 18' | Coliseo Manuel Bonilla, Lima |